# Bataille de Chusto-Talasah
Guerre de Sécession
Batailles
Campagne du Trail of Blood on Ice
- Round Mountain
- Chusto-Talasah
- Chustenahlah

La bataille de Chusto-Talasah (aussi appelée bataille de Bird Creek, Caving Banks, et High Shoal) s'est déroulée le 9 décembre 1861, dans ce qui est aujourd'hui le comté de Tulsa en Oklahoma (alors en Territoire indien) pendant la guerre de Sécession. C'est la deuxième des trois batailles de la campagne du Trail of Blood on Ice qui vise le contrôle du Territoire indien pendant la guerre de Sécession.
Une série de batailles se déroulent dans le mauvais temps en décembre 1861 entre les Indiens confédérés cherokees et chactas et les Indiens unionistes creeks et séminoles (commandés par le chef creek Opothleyahola) qui soutiennent le gouvernement fédéral. À la suite de la défaite à Round Mountain, Opothleyahola se retire vers le nord-est pour être à l'abri. Le 9 décembre 1861, la force se trouve à Chusto-Talasah (Caving Banks) dans l'Horseshoe Bend de Bird Creek lorsque les 1 300 confédérés du colonel Douglas H. Cooper (en) attaquent vers 14 heures. Le chef Opothleyahola est prévenu de l'arrivée de Cooper et a placé ses hommes dans une position forte sur une exploitation forestière à Horseshoe Bend.
Pendant près de quatre heures, Cooper attaque et tente de contourner les fédéraux, les repoussant finalement derrière Bird Creek juste avant la nuit. Cooper établit un campement pour la nuit sans poursuivre les fédéraux faute de munitions suffisantes. Les confédérés revendiquent la victoire. Le chef Opothleyahola et sa bande partent chercher un lieu où ils seront en sécurité autre part. Leurs pertes sont estimées par Cooper à 500 hommes (certains chiffres suggèrent 412). Les pertes confédérées sont de 15 tués et 37 blessés.
Bien que les Confédérés aient gagné une victoire tactique mineure, ils en gagneront une retentissante plus tard dans le mois à Chustenahlah.

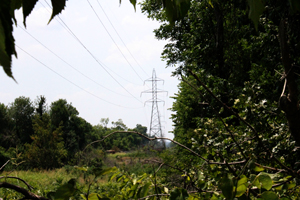
Ligne haute tension qui traverse de nos jours le cœur du champ de bataille de Chusto-Talasah.

Le site de la bataille de Chusto-Talasah est un lieu privé près de la 86th Street North and Delaware Avenue, à 8 kilomètres au nord est de Tulsa.

## Ordre de bataille
Cooper's Brigade - Col. Douglas H. Cooper
- - 6 compagnies, 1st Choctaw-Chickasaw Mounted Rifles - commandant Mitchell Laflore
  - Détachement, bataillon Choctaw - capitaine Alfred Wade
  - Détachement, 1st Creek Regiment - colonel Daniel N. McIntosh
  - Détachement, Creek Indians - capitaine James M. C. Smith
  - 1st Cherokee Mounted Rifle Regiment - colonel John Drew
  - 4th Texas Cavalry Regiment - Col. William B. Sims
  - Détachement, 9th Texas Cavalry - lieutenant-colonel. William Quayle
  - Bataillon Whitfield - capitaine John W. Whitfield

Indiens Creeks et Séminoles - Chef Opothleyahola
- - Lockapoka Creeks
  - Muscogee Creeks
  - Séminoles - Halleck Tustenuggee, Billy Bowlegs